# خالصة
تشير الخالصة إلى كل مجتمع يعتبر السيخية دينه، بالإضافة إلى مجموعة خاصة من السيخ المبتدئين. بدأ تقليد الخالصة في عام 1699 من قبل الغورو جوبيند سينغ وهو الغورو (المعلم) العاشر للسيخية. كان تشكيلها حدثاً رئيسياً في تاريخ السيخية. يحتفل السيخ بتأسيس الخالصة خلال مهرجان بيساخي.
بدأ الغورو جوبيند سينغ تقليد الخالصة بعد قطع رأس والده الغورو تيغ بهادر خلال حكم الشريعة الإسلامية للإمبراطور المغولي أورنكزيب. أنشأ الغورو جوبيند سينغ الخالصة كمحارب بواجب حماية الأبرياء من أي شكل من أشكال الاضطهاد الديني. بتأسيس الخالصة بدأت مرحلة جديدة في تقاليد السيخ.

## التسمية
مصطلح خالصة مشتق من الكلمة العربية «خالِص» التي تعني «الطاهر أو الواضح أو المتحرر أو الصادق أو المستقيم أو الصُلب».

## روابط خارجية
- Who and What is a Khalsa?
- Creation of the Khalsa
- Rise of the Khalsa نسخة محفوظة 20 نوفمبر 2008 على موقع واي باك مشين.
- Order of The Khalsa